# Elmer (cráter)

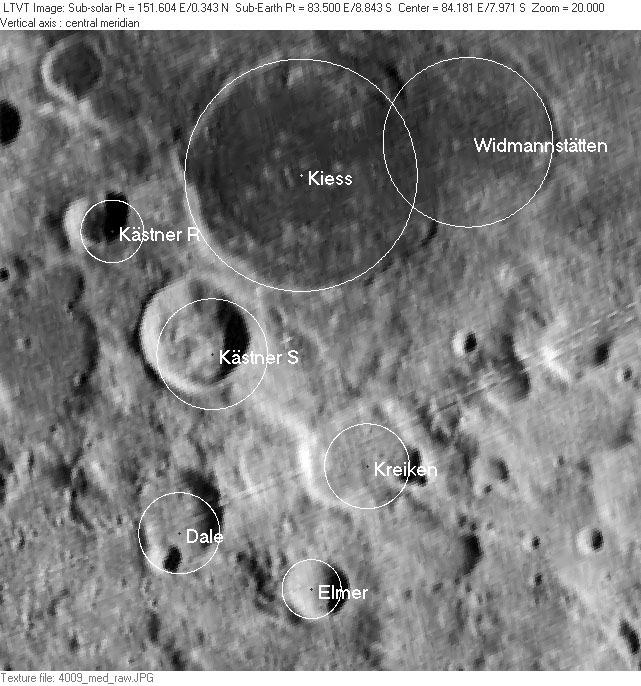
Región del cráter Kiess

Elmer es un pequeño cráter de impacto que se encuentra al sur del Mare Smythii, cerca de la extremidad oriental de la Luna. Este cráter se observa con un ángulo muy oblicuo desde la Tierra, y su visibilidad se ve afectada por la libración. Elmer se encuentra al suroeste del cráter Kreiken, y al este-sureste de Dale, una formación de mayor tamaño.
|  |

Se trata de un cráter circular con forma de cuenco, con una plataforma interior que ocupa aproximadamente la mitad del diámetro total.